# Dysstroma integrata
Dysstroma integrata là một loài bướm đêm trong họ Geometridae.